# Jimulco
Jimulco är en ort i Mexiko.   Den ligger i kommunen Torreón och delstaten Coahuila, i den centrala delen av landet, 800 km nordväst om huvudstaden Mexico City. Jimulco ligger 1 269 meter över havet och antalet invånare är 422.
Terrängen runt Jimulco är varierad. Runt Jimulco är det tätbefolkat, med 369 invånare per kvadratkilometer. Jimulco är det största samhället i trakten. Omgivningarna runt Jimulco är i huvudsak ett öppet busklandskap.